# Стенсет, Ане Аппельквист
Ане Аппельквист Стенсет (норв. Ane Appelkvist Stenseth; род. 2 марта 1996) — норвежская лыжница, специализирующаяся на спринтерских дистанциях.

## Спортивная карьера
Ане Аппельквист Стенсет в рамках Кубка мира по лыжным гонкам дебютировала в сезоне 2017/2018: в двух квалификационных гонках спринтов в Лиллехаммере и Драммене ей не удалось пробиться в основную сетку соревнований.
16 февраля 2019 года спортсменка впервые попала в финал спринтерских соревнований на этапах Кубка мира: в главном забеге в Конье она показала 4-е время, являющееся по сей день её лучшим результатом в карьере.
В январе 2020 года на чемпионате Норвегии Аппельквист стала второй в спринте на 1,2 км, уступив на финише лишь Майкен Касперсен Фалле.
На чемпионате мира 2021 года приняла участие в одном виде программы: в квалификационном забеге женского спринта показала 6-е время и успешно отобралась в основную сетку соревнований. После преодоления в качестве «лаки-лузера» четвертьфинальной и полуфинальной стадий в решающей гонке заняла итоговое 5-е место.

## Результаты

### Чемпионаты мира по лыжным видам спорта
| Чемпионат мира  | Спринт | Командный спринт | 10 км раздельный старт | 7,5+7,5 км скиатлон | 30 км масс-старт | Эстафета |
| --------------- | ------ | ---------------- | ---------------------- | ------------------- | ---------------- | -------- |
| 2021 Оберстдорф | 5      | —                | —                      | —                   | —                | —        |

### Кубок мира по лыжным гонкам

#### Результаты сезонов
| Сезон | Возраст | Место в зачёте Кубка мира | Место в зачёте Кубка мира | Место в зачёте Кубка мира | Место в зачёте Кубка мира | Зачёты туров   | Зачёты туров | Зачёты туров | Зачёты туров     |
| Сезон | Возраст | Общий зачёт               | Дистанция                 | Спринт                    | U23                       | Nordic Opening | Тур де Ски   | Ски Тур 2020 | Финал Кубка Мира |
| ----- | ------- | ------------------------- | ------------------------- | ------------------------- | ------------------------- | -------------- | ------------ | ------------ | ---------------- |
| 2018  | 23      | н/п                       | н/п                       | —                         | н/д                       | —              | —            | н/д          | —                |
| 2019  | 24      | 43                        | н/п                       | 19                        | н/д                       | —              | —            | н/д          | —                |
| 2020  | 25      | 38                        | н/п                       | 15                        | н/д                       | 67             | —            | —            | н/д              |
| 2021  | 26      | 52                        | —                         | 21                        | н/д                       | 54             | —            | н/д          | н/д              |